# Crassula hunua
Crassula hunua ist eine Pflanzenart der Gattung Dickblatt (Crassula) in der Familie der Dickblattgewächse (Crassulaceae). 

## Beschreibung
Crassula hunua ist eine winzige, zarte, krautige Pflanze, die bis zu 2 Zentimeter lang ist und in dichten Postern wächst. Ihre Triebe sind blassgrün. Die Internodien sind weniger als 5 Millimeter voneinander entfernt. Ihre Laubblätter sind dünn. Die linealisch-lanzettliche Blattspreite ist 1,5 bis 1,75 Millimeter (selten 1 bis 2 Millimeter) lang. Die Spreitenspitze ist stumpf bis etwas zugespitzt.
Die vierzähligen Blüten weisen einen Durchmesser von etwa 1,75 Millimeter. Sie sind kurz gestielt. Ihr Kelch ist tief geteilt. Die zugespitzten Kelchblätter sind eiförmig-länglich. Kronblätter sind größer als die Kelchblätter. Sie sind länglich bis eiförmig-länglich. Ihre Farbe ist nicht beschrieben. Der Griffel ist zurückgebogen. Je Fruchtblatt werden zwei bis vier Samen ausgebildet. 
Die Chromosomenzahl beträgt 2n = 42.

## Systematik und Verbreitung
Crassula hunua ist auf der Nordinsel von Neuseeland an lehmigen Flussufern verbreitet.
Die Erstbeschreibung durch Anthony Peter Druce wurde 1987 veröffentlicht.
Synonyme sind Tillaea pusilla Kirk (1899), Crassula pusilla (Kirk) A.P.Druce & Given (1984, nom. illeg. ICBN-Artikel 53.1) und Tillaea pusilla var. brevia Kirk (1899).

## Nachweise

## Weiterführende Literatur
- P. J. De Lange, P. B. Heenan, D. J. Keeling, B. G. Murray, R. Smissen, W. R. Sykes: Biosystematics and Conservation: A Case Study with Two Enigmatic and Uncommon Species of Crassula from New Zealand. In: Annals of Botany. Band 101, Nummer 6, 2008, S. 881–899 (doi:10.1093/aob/mcm294).